# LLM01
Il LLM01 (Laser Light Module 01) è un mirino che proietta un punto rosso o verde dove andrà a finire il proiettile dell'arma su cui è installato. Prodotto dalla tedesca Oerlikon Contraves GmbH, è facilmente installabile sul fucile d'assalto Heckler & Koch G36 e su altre armi da fuoco come il mitra Heckler & Koch MP7 e il fucile d'assalto L85A2.
Il laser verde è preferito al rosso, in quanto è visibile anche in condizioni di alta luminosità.